# Beaujangle Sales
Beaujangle Sales Limited, zuvor Beaujangle Enterprises Limited, war ein britischer Hersteller von Automobilen.

## Unternehmensgeschichte
Nik Sandeman-Allen und Phil Smith gründeten 1971 das Unternehmen Beaujangle Enterprises Limited in Manchester. Sie begannen mit dem Import von Bausätzen aus den USA. Im Jahr darauf gründeten sie zusammen mit Kendrick Gough Beaujangle Sales Limited. Die Produktion von Automobilen und Kits begann. Der Markenname lautete Beaujangle. 1973 endete die Produktion. Lemazone aus Leigh setzte die Produktion zwischen 1985 und 1987 fort. Insgesamt entstanden etwa sechs Exemplare.

## Fahrzeuge

### T-Bucket
Dieser Bausatz wurde importiert und fand zwischen 1971 und 1972 etwa fünf Käufer. Er wird als wenig umfangreich beschrieben und kostete nur 30 Pfund. Das fertige Fahrzeug stellte einen Hot Rod dar. Ein Fahrzeug erhielt einen V8-Motor.

### Can-Am
Dieses Fahrzeug basierte auf dem gekürzten Fahrgestell eines VW Käfer. Darauf wurde eine offene zweisitzige Karosserie montiert, die entfernt einem Rennwagen des Can-Am ähnelte. Der Kit kostete 150 Pfund. Gegen Aufpreis war ein Hardtop mit Flügeltüren erhältlich. Sechs Fahrzeuge entstanden.